# Port-de-Piles

Port-de-Piles este o comună în departamentul Vienne, Franța. În 2009 avea o populație de 541 de locuitori.